# Tha Carter
Tha Carter è il quarto album del rapper statunitense Lil Wayne, pubblicato nel 2004 dall'etichetta Cash Money Records/Universal Records.

## Composizione
Quasi interamente prodotto da Mannie Fresh, Tha Carter ha segnato un’evoluzione musicale nella carriera di Lil Wayne, direzionata verso canzoni più strutturate e un sound maggiormente inedito e coeso.

## Tracce
1. Walk In - 3:04
2. Go D.J. (featuring Mannie Fresh) - 4:41
3. This Is the Carter (featuring Mannie Fresh) - 4:36
4. BM J.R. -
5. On The Block #1 (Skit) - 0:18
6. I Miss My Dawgs (featuring Reel) - 4:35
7. We Don't (featuring Birdman) - 4:09
8. On My Own (featuring Reel) - 4:28
9. Tha Heat - 4:36
10. Cash Money Millionaires - 4:42
11. Inside - 1:30
12. Bring It Back (featuring Mannie Fresh) - 4:21
13. Who Wanna - 4:32
14. On The Block #2 (Skit) - 0:23
15. Get Down (featuring Birdman)  - 4:32
16. Snitch - 3:55
17. Hoes (featuring Mannie Fresh) - 4:32
18. Only Way (featuring Birdman) - 4:33
19. Earthquake (featuring Jazze Pha)- 5:16
20. Ain't That A Bi**h - 4:17
21. Walk Out -	1:08

## Classifiche
| Classifica (2004)                     | Posizione più alta |
| ------------------------------------- | ------------------ |
| U.S. Billboard 200                    | 5                  |
| U.S. Billboard Top R&B/Hip-Hop Albums | 2                  |